# Никольская церковь (Мальчевско-Полненская)
Никольская церковь (Николаевская церковь, церковь Николая Чудотворца) — утраченный православный храм в слободе Мальчевско-Полненская Миллеровского района Ростовской области. Является объектом культурного наследия Ростовской области.

## История
Первая, деревянная церковь в слободе была построена в конце XVIII века и сгорела в 1803 году. В 1822 году на средства войсковых старшин Петра и Михаила Малчевских был построен новый храм с колокольней (наполовину каменные с деревянным верхом). Новая каменная однопрестольная церковь Николая Чудотворца была построена в слободе в 1902 году. В 1907 году были расширены её боковые приделы; в 1911 году была построена церковная караулка.
Церковь пережила революцию и гражданскую войну. В 1938 году закрывалась, но в годы Великой Отечественной войны снова начала работать. Службы в ней продолжались до 1960 года, когда настали хрущёвские времена. Храм был закрыт и в 1966 году разрушен. Долгое время находился в руинах.
Здание церкви было передано колхозу им. Калинина. Многое из церковной утвари было перевезено в действующий Никольский молитвенный дом посёлка Чертково. Здание церкви использовалось для хранения колхозного зерна. В июне 2011 года начался сбор средств на восстановление храма, которое началось с ремонта купола. По данным на 2017 год восстановление ещё не было завершено. Продолжается сбор средств на ремонт.
По данным краеведа П. А. Пономарёва, «в Миллеровском районе закрытие церквей и изъятие церковных ценностей растянулось на долгие годы. Самыми последними закрыли Ивано-Богословскую церковь в слободе Титовке и Николаевскую в слободе Мальчевско-Полненской»